# Wertstoffgesetz
Das sich im Ausarbeitungsprozess befindende geplante deutsche Wertstoffgesetz ist ein Gesetzentwurf, mit dem auf Grundlage des Koalitionsvertrags zwischen CDU, CSU und SPD aus dem Jahr 2013 „rechtliche Grundlagen zur Einführung der gemeinsamen haushaltsnahen Wertstofferfassung für Verpackungen und andere Wertstoffe“ geschaffen werden sollen. Der Ende Juli 2016 vom Bundesumweltministerium vorgelegte Entwurf sah an Stelle eines Wertstoffgesetzes die Verabschiedung des am 5. Juli 2017 erlassenen Verpackungsgesetzes vor, da zwischen Kommunen und privaten Entsorgungsunternehmen keine Einigung hergestellt werden konnte.

## Wissenschaftliche Grundlagen für das Gesetz
Wissenschaftliche Untersuchungen zeigen die Potentiale eines Wertstoffgesetzes für Abfallvermeidung, Recycling, Klimaschutz, Rohstoffeinsparung und die Verringerung des Energieverbrauchs. Aktuell produziert jeder Deutsche im Jahr rund 450 Kilogramm Haushaltsabfälle. 57 % davon sind Wertstoffe und Bioabfälle. Laut einem Gutachten von INFA können durch ein neues Wertstoffgesetz ca. 8 Millionen Tonnen Wertstoffe zusätzlich recycelt werden. Das entspricht etwa 100 Kilogramm pro Person. Einer Studie von CUTEC und Fraunhofer UMSICHT zufolge können durch ein Wertstoffgesetz 6,5 Millionen Tonnen Rest- und Sperrabfälle vermieden und 4,7 Millionen Tonnen Rohstoffe eingespart werden. Der Ausstoß von schädlichen Treibhausgasen kann um 2 Millionen Tonnen und der Einsatz von Energie um 10.000 GWh pro Jahr reduziert werden. Das entspricht dem Energieverbrauch von über 500.000 Haushalten.

## Eckpunkte des neuen Wertstoffgesetzes
Im Juni 2015 hat die Große Koalition die Eckpunkte des Wertstoffgesetzes vorgestellt. Sie sehen vor, die Produktverantwortung der Hersteller für Verpackungen auf die stoffgleichen Nichtverpackungen  aus Kunststoff, Metall und Verbunden auszuweiten. Die öffentlich-rechtlichen Entsorgungsträger sollen Einflussmöglichkeiten gewinnen und über die Art der Wertstoffsammlung (Wertstofftonne, Größe der Behälter, Abholintervalle) entscheiden. Als Kontrollorgan soll eine Zentrale Stelle eingerichtet werden.
Der Bundestagsabgeordnete Peter Meiwald (Bündnis 90/Die Grünen) kritisierte am 16. Juni 2015 das Eckpunktepapier der Großen Koalition. Den Kommunen müsse mehr Verantwortung zugesprochen und die dualen Systeme müssten abgeschafft werden. Zudem komme die Produktverantwortung zu kurz und das Eckpunktepapier des Wertstoffgesetzes beinhalte keine Aussagen zu selbstlernenden Recyclingquoten. Kritik am Gesetzentwurf wurde auch auf Seiten der Regierungsparteien geäußert. Michael Thews, Bundestagsabgeordneter der SPD und Sprecher seiner Fraktion für das Thema Kreislaufwirtschaft, forderte im Juni 2015, dass die Organisationsverantwortung für die Sammlung der Wertstoffe die Kommunen und nicht die Privatwirtschaft tragen sollten. Ingbert Liebing, kommunalpolitischer Sprecher der CDU/CSU-Bundestagsfraktion äußerte dieselbe Meinung.

## Eckpunkte des neuen Verpackungsgesetzes
Der Entwurf von Ende Juli 2016 umfasst die stoffgleichen Nicht-Verpackungen nicht mehr. In der Wertstofftonne sollen wie bisher nur die gesetzlich bei einem Dualen System lizenzierten Verkaufsverpackungen entsorgt werden. An die Stelle der Verpackungsverordnung wird mit Wirkung vom 1. Januar 2019 das Verpackungsgesetz treten. Mit dem Gesetz wird eine „Zentrale Stelle“ geschaffen.
Die gesetzlich vorgeschriebene Mindestquote für im gelben Sack gesammelte Kunststoffverpackungen soll von bisher 36 % auf 63 % steigen.
Die Mindestquote für Mehrweg- und ökologische vorteilhafte Getränkeverpackungen von bisher 80 % soll ganz entfallen.

## Positionen
Parteien, Verbände und Organisationen haben sich zu den Inhalten des Wertstoffgesetzes positioniert. Bündnis 90/Die Grünen fordern eine Kommunalisierung der Abfallentsorgung und die Abschaffung der dualen Systeme. Zudem fordert Bündnis 90/Die Grünen – und ebenso die Deutsche Umwelthilfe (DUH) eine öffentlich-rechtliche zentrale Stelle auf Bundesebene, die für Kontrolle und Transparenz sorgen soll.
Aus Sicht des Bundesverbands der Deutschen Entsorgungs-, Wasser- und Rohstoffwirtschaft e.V. (BDE) muss das Wertstoffgesetz vor allem den Vorrang des Recyclings weiter stärken, das Prinzip der Produktverantwortung durchsetzen und die bewährten gewerblichen Sammelstrukturen erhalten und ausbauen. Der Naturschutzbund Deutschland (NABU) fordert eine Ausweitung der Produktverantwortung der Hersteller. Es sollen selbstlernende Recyclingquoten eingeführt werden. Das heißt: Wird die Recyclingquote für einen Wertstoff übererfüllt, gilt der erreichte Wert im darauffolgenden Jahr als neuer Zielwert. Auch die Gemeinschaftsinitiative zur Abschaffung der Dualen Systeme (GemIni) fordert eine hochwertige Verwertung der Wertstoffe durch ambitionierte Erfassungsmengen und Recyclingquoten, die einheitliche Erfassung der Abfälle aus Verpackungen und stoffgleichen Nicht-Verpackungen als Wertstoffe sowie die Erweiterung der Produktverantwortung.

## Anmerkung
1. ↑  Bei den stoffgleichen Nichtverpackungen handelt es sich um Produkte (also Nicht-Verpackungen), die vor Gültigkeit des Wertstoffgesetzes über die Restmülltonne gesammelt und häufig thermisch entsorgt werden. (Quelle: Wertstoffgesetz, DBS-Team)